# 中村祐斗
中村 祐斗（なかむら ゆうと、1997年3月1日 - ）は、日本のプロボクサー。三重県鈴鹿市出身。第2代日本スーパーフライ級ユース王者。市野ボクシングジム所属。かつては鈴鹿ニイミボクシングジムに所属していた

## 人物
ボクシングをはじめたきっかけはダイエットで中学3年生から始めた。
弟2人もボクサー。

## 来歴
2014年5月25日に亀山市立西野運動公園体育館で太田英斗とフライ級4回戦を戦い、1回1分32秒TKO勝ちを収めてデビュー戦を白星で飾ったが、5か月後の試合では判定負けでプロ初黒星を喫した。
2016年中日本バンタム級新人王として、西日本新人王城後響と新人王西軍代表決定戦を戦い、4回1-2の判定負けで西軍代表になれなかった。
その後2017年8月23日に後楽園ホールで武田航と初代日本バンタム級ユース王座決定トーナメント決勝戦を行い、8回1分48秒TKO負けを喫して日本ユース王座獲得に失敗した。
そして2018年12月9日に大阪府立体育会館第二競技場で那須亮祐と日本スーパーフライ級ユース王座決定戦を行い、8回2-1（78-75、77-75、76-77）判定勝ちを収めて日本ユース王座獲得に成功。翌2019年4月14日にメッセウイング・みえにて近藤冬真と日本ユーススーパーフライ級タイトルマッチを行い、8回2-1（76-77、77-75、78-75）判定勝ちを収めて日本ユース王座初防衛に成功。その後、王座を返上した。
2020年12月26日、墨田区総合体育館で赤穂亮とスーパーバンタム級8回戦を戦い、2回1分52秒TKO負けを喫した。
2021年9月5日、ふじさんめっせで村地翼と対戦し、8回1-1（77-75、74-78、76-76）で引き分けとなった。
2023年4月1日、エディオンアリーナ大阪にて行われた「3150FIGHT SURVIVAL Vol.4」で元WBA世界ミニマム級王者の宮崎亮と対戦し、4回3分7秒TKO勝ちを収めた。
2023年12月14日、後楽園ホールで日本スーパーフライ級王者の高山涼深に挑戦する予定だったが、高山が左第3中手骨を骨折したため中止となった。

## 獲得タイトル
- 2016年度中日本バンタム級新人王
- 第2代日本スーパーフライ級ユース王座（防衛1=返上）

## 戦績
- プロボクシング - 21戦12勝7敗2分（9KO）

| 戦           | 日付           | 勝敗 | 時間    | 内容    | 対戦相手                   | 国籍         | 備考                                                 |
| ------------ | -------------- | ---- | ------- | ------- | -------------------------- | ------------ | ---------------------------------------------------- |
| 1            | 2014年5月25日  | ☆    | 1R 1:32 | TKO     | 太田英斗（平石）           | 日本         | プロデビュー戦                                       |
| 2            | 2014年10月26日 | ★    | 4R      | 判定0-2 | 柴田亮（中日）             | 日本         |                                                      |
| 3            | 2015年10月17日 | ☆    | 4R 1:40 | TKO     | 梅本美智隆（畑中）         | 日本         |                                                      |
| 4            | 2015年12月31日 | ★    | 4R      | 判定0-2 | 伊藤仁也（三河）           | 日本         |                                                      |
| 5            | 2016年4月24日  | ☆    | 2R 0:40 | TKO     | 干場悟（タイガーウイング） | 日本         | 2016年中日本バンタム級新人王予選                     |
| 6            | 2016年6月19日  | ☆    | 2R 2:33 | TKO     | 宮城直樹（緑）             | 日本         | 2016年中日本バンタム級新人王予選                     |
| 7            | 2016年8月7日   | ☆    | 5R      | 判定3-0 | 伊藤仁也 (三河)            | 日本         | 2016年中日本バンタム級新人王決勝戦                   |
| 8            | 2016年9月19日  | ☆    | 1R 1:54 | TKO     | 松ヶ野貴志（橋口）         | 日本         | 2016年中日本・西部日本バンタム級新人王対抗戦         |
| 9            | 2016年11月6日  | ★    | 4R      | 判定1-2 | 城後響（井岡）             | 日本         | 2016年新人王戦バンタム級西軍代表決定戦               |
| 10           | 2017年4月16日  | ☆    | 2R終了  | TKO     | 野村健太（仲里）           | 日本         |                                                      |
| 11           | 2017年8月23日  | ★    | 8R 1:48 | TKO     | 武田航（角海老宝石）       | 日本         | 初代日本ユース・バンタム級王座決定トーナメント決勝戦 |
| 12           | 2018年4月15日  | ★    | 8R      | 判定0-3 | 荒木哲（斉藤）             | 日本         |                                                      |
| 13           | 2018年7月29日  | ☆    | 1R 0:35 | KO      | 秋月楓大（大成）           | 日本         |                                                      |
| 14           | 2018年12月9日  | ☆    | 8R      | 判定2-1 | 那須亮祐（グリーンツダ）   | 日本         | 日本ユース・スーパーフライ級王座決定戦               |
| 15           | 2019年4月14日  | ☆    | 8R      | 判定2-1 | 近藤冬真（蟹江）           | 日本         | 日本ユース防衛1→返上                                 |
| 16           | 2019年8月24日  | ☆    | 1R 0:19 | TKO     | キチャン・キム             | インドネシア |                                                      |
| 17           | 2019年11月17日 | △    | 8R      | 判定0-1 | 井上太陽（広島三栄）       | 日本         |                                                      |
| 18           | 2020年12月26日 | ★    | 2R 1:52 | TKO     | 赤穂亮（横浜光）           | 日本         |                                                      |
| 19           | 2021年9月5日   | △    | 8R      | 判定1-1 | 村地翼（駿河男児）         | 日本         |                                                      |
| 20           | 2022年11月27日 | ★    | 3R 1:42 | TKO     | 岩崎圭祐（オール）         | 日本         |                                                      |
| 21           | 2023年4月1日   | ☆    | 4R 3:07 | TKO     | 宮崎亮（KWORLD3）          | 日本         |                                                      |
| テンプレート |                |      |         |         |                            |              |                                                      |